# ماری استوپس
ماری استوپس (انگلیسی: Marie Stopes؛ (۱۵ اکتبر ۱۸۸۰ - ۲ اکتبر ۱۹۵۸) یک دانشمند در زمینه پزشکی اهل بریتانیا بود.